# Parafia św. Michała Archanioła w Sławie
Parafia św. Michała Archanioła w Sławie – rzymskokatolicka parafia, należąca do dekanatu Sława diecezji zielonogórsko-gorzowskiej, metropolii szczecińsko-kamieńskiej w Polsce, erygowana w XIV wieku. Mieści się przy placu księdza Kazimierza Tomkiewicza.

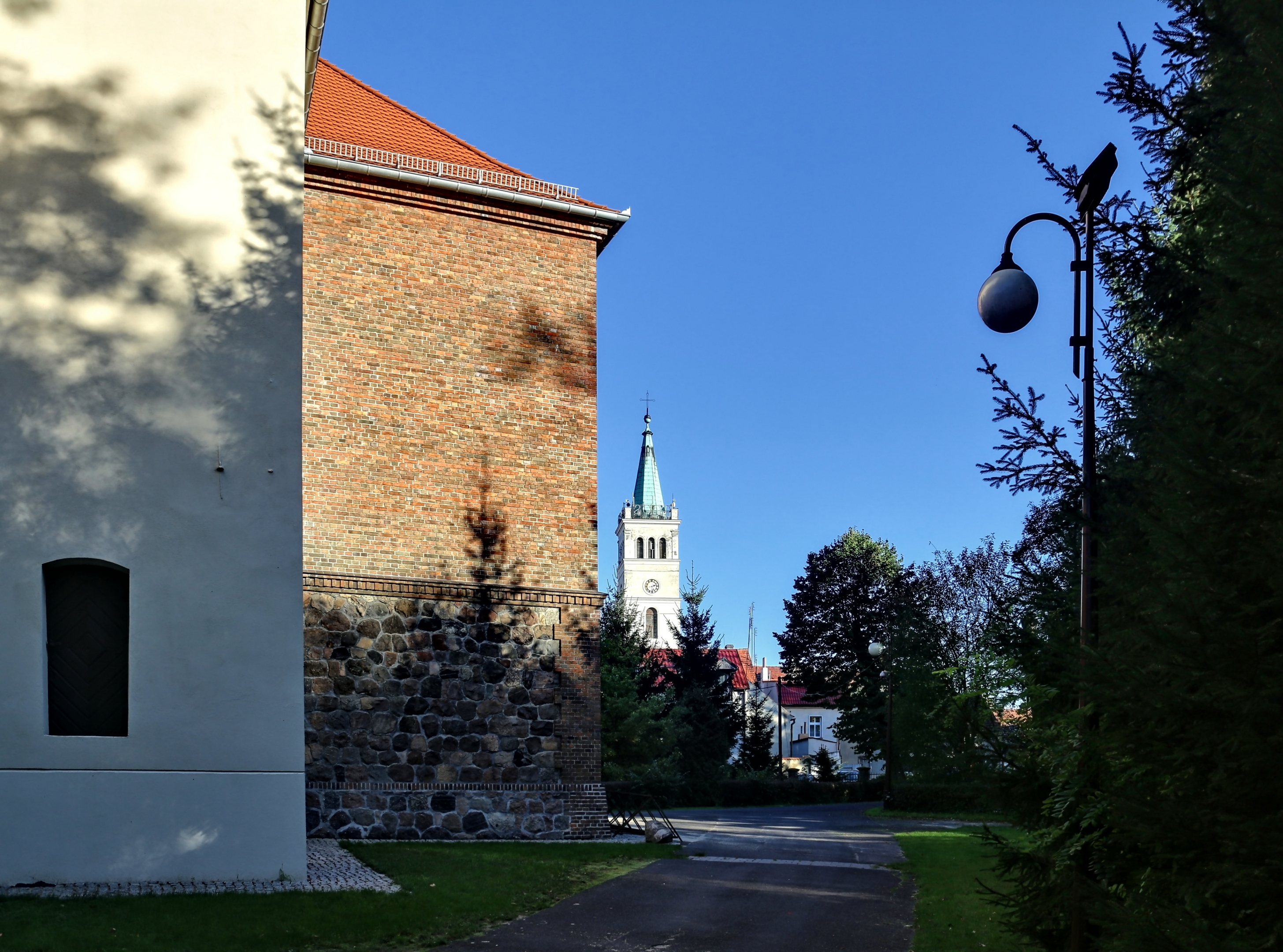
Kościół parafialny, w tle filialny

## Duszpasterstwo
- Pierwszym po wyzwoleniu proboszczem w Sławie był ks. prał. Kazimierz Tomkiewicz.

Aktualnie;
- Obecnie funkcję tę pełni ks. Jerzy Ślusarczyk.